# Заров
Заров (њем. Sarow) општина је у њемачкој савезној држави Мекленбург-Западна Померанија. Једно је од 69 општинских средишта округа Демин. Према процјени из 2010. у општини је живјело 815 становника. Посједује регионалну шифру (AGS) 13052067.

## Географски и демографски подаци
Заров се налази у савезној држави Мекленбург-Западна Померанија у округу Демин. Општина се налази на надморској висини од 54 метра. Површина општине износи 33,6 km². У самом мјесту је, према процјени из 2010. године, живјело 815 становника. Просјечна густина становништва износи 24 становника/km².